# Erythrophleum
Erythrophleum es un género de plantas con flores  perteneciente a la familia Fabaceae. Comprende 38 especies descritas y de estas, solo 10 aceptadas.

## Taxonomía
El género fue descrito por Nicholas Edward Brown y publicado en Journal of Botany, British and Foreign 66: 141. 1928.

## Especies aceptadas
A continuación se brinda un listado de las especies del género Erythrophleum aceptadas hasta febrero de 2015, ordenadas alfabéticamente. Para cada una se indica el nombre binomial seguido del autor, abreviado según las convenciones y usos.	
- Erythrophleum africanum (Benth.) Harms
- Erythrophleum chlorostachys
- Erythrophleum coumingo
- Erythrophleum fordii
- Erythrophleum ivorense
- Erythrophleum lasianthum
- Erythrophleum letestui A.Chev.
- Erythrophleum suaveolens
- Erythrophleum succirubrum Gagnep.
- Erythrophleum teysmannii